# Автошлях Т 2522
Автошля́х Т 2522 — автомобільний шлях територіального значення у Чернігівській області. Пролягає територією Куликівського, Чернігівського та Ніжинського районів через Іванівку — Смолянку — Кукшин. Загальна довжина — 42,9 км.

## Маршрут
Автошлях проходить через такі населені пункти:
| Автошлях Т 2522      |               |
| Чернігівська область |               |
| Чернігівський район  |               |
| Іванівка             | E95М01        |
| Слобода              |               |
| Вікторівка           |               |
| Куликівський район   |               |
| Смолянка             | Т 2501        |
| Ніжинський район     |               |
| Переходівка          |               |
| Стодоли              |               |
| Кукшин               |               |
| Зруб                 | E101М02 • Р67 |